# Cytilus
Cytilus es un género de escarabajos de la familia Byrrhidae.

## Especies
- Cytilus alternatus (Say, 1825)
- Cytilus auricomus (Duftschmid, 1825)
- Cytilus kanoi Takizawa & Nakane, 1977
- Cytilus longulus Casey
- Cytilus mimicus Casey, 1912
- Cytilus nigrans Casey
- Cytilus sericeus (Forster, 1771)
- Cytilus tartarinus Scudder, 1900